# لوئیز اریکسن
لوئیز اریکسن (انگلیسی: Louise Eriksen؛ زادهٔ ۱۱ سپتامبر ۱۹۹۵) بازیکن فوتبال اهل دانمارک است.
وی همچنین در تیم ملی فوتبال Denmark U16 بازی کرده‌است.